# Mahammad Hasanov
Pour les articles homonymes, voir Hasanov.
Mahammad Hasanov (en azéri : Məhəmməd Kərim oğlu Həsənov; né le 25 février 1966, district de Gazakh) est un général de division des forces armées azerbaïdjanaises ; Chef du lycée militaire Heydar Aliyev de la République autonome du Nakhitchevan.

## Biographie
Mahammad Hasanov est né dans le village d'Aslanbeyli, district de Gazakh. Après avoir terminé ses études supérieures, il commence à travailler comme professeur de langue russe. Lors des événements du 20 janvier, il est l'un des participants actifs à la manifestation de protestation contre l'Union soviétique et réussit à survivre sous le char au dernier moment. Lorsque la guerre du Karabakh commence, il va volontairement au front et reçoit plusieurs blessures.

## Service militaire
Après la guerre, Mahammad Hasanov reste au service militaire et fait un travail important dans la construction de l'armée. Il participe à de nombreuses opérations. Il sert comme commandant d'unité militaire et à d'autres postes importants. En 2006, le lieutenant-colonel Mahammad Hasanov reçoit l'ordre du "Drapeau de l'Azerbaïdjan". En 2014, le colonel Mahammad Hasanov reçOIT l'ordre du  3e degré "Pour service à la patrie" et en 2018 la médaille "Pour bravoure". En avril 2019, le colonel Mahammad Hasanov est nommé à la tête du lycée militaire Heydar-Aliyev de la République autonome du Nakhitchevan et le 4 novembre 2021, il est désigné commandant adjoint de l'armée à Nakhitchevan. Le 24 juin 2019, le président de la République d'Azerbaïdjan Ilham Aliyev décerné au colonel Mahammad Karim oghlu Hasanov le grade militaire de général de division.

## Prix
Ordre du drapeau azerbaïdjanais - 22 juin 2006
- Médaille Pour la patrie - 24 juin 2003[4]
- Médaille de l'héroïsme - 25 juin 2018
- Médaille Pour distinction dans le service militaire (1er degré)
- Pour distinction dans le service militaire (2e degré)
- Médaille Pour distinction dans le service militaire (3e degré) — 24 juin 2014
- 10e anniversaire des forces armées d'Azerbaïdjan (1991-2001)
- Médaille 90e anniversaire des forces armées d'Azerbaïdjan (1918–2008)
- 95e anniversaire des forces armées d'Azerbaïdjan (1918–2013)"

Médaille du 100e anniversaire de l'armée azerbaïdjanaise
- Ordre Pour le service à la patrie